# Métro de Shenyang
Le métro de Shenyang est un réseau métropolitain desservant la ville de Shenyang, dans la province du Liaoning en Chine. La première ligne a été mise en service le 27 septembre 2010. Début 2020, le réseau comprend 116,51 km de voies et dessert 84 stations. De nouvelles lignes sont en cours de construction, ou sont prévues pour atteindre à long terme 480 stations pour 760 km de lignes.

## Historique

### Lancement du projet
Shenyang a été une des premières villes de Chine à travailler sur un projet de métro. Les premiers esquissent remontent à 1940 durant l'occupation japonaise. À cette époque, une société japonaise envisage la construction d'un réseau de 52 km. Ce projet est relancé en 1965 quand le gouvernement chinois décide, pour des raisons militaires, que les quatre plus grandes villes du pays - à cette époque Pékin, Shanghai, Tianjin et Shenyang - doivent posséder un réseau de métro. Mais ce programme est interrompu par la Révolution culturelle et seuls les métros de Pékin et Tianjin sont  construits. Alors que le métro de Shanghai est mis en service en 1995, le déclin économique de Shenyang dans les années 1980-1990 entraine un nouveau report du projet. Au début des années 1990, un projet de métro léger, moins couteux, est envisagé avant d'être également abandonné. A compte de l'an 2000, l'économie de la ville se redresse et le projet est réactivé. Finalement, en août 2005, le projet est ratifié par le gouvernement central.

## Construction
La construction de la première ligne, la Ligne 1 débute le 18 novembre 2005. Après une période de rodage entre septembre 2009 et septembre 2010 elle est mise en service le  27 septembre 2010. La Ligne 1 est une ligne Est-Ouest d'un total de 27,8 km. Cette ligne est composée de 22 stations. Son coût est estimé à 8,88 CNY[réf. nécessaire]. La construction de la ligne 2 a débuté le 18 novembre 2006, et achevé en janvier 2012. Cette ligne fait 21,8 km du nord au sud et comporte 19 stations.

## Réseau
Le réseau entièrement souterrain comporte début 2020 trois lignes. Les stations sont équipées d'un quai central et de façades de quai qui empêchent les intrusions sur la voie. Les lignes sont desservies par des rames de 5 voitures.

| Ligne | Terminus                         | Terminus                  | Date d'ouverture | Date dernier prolongement | Longueur km | Stations |
| ----- | -------------------------------- | ------------------------- | ---------------- | ------------------------- | ----------- | -------- |
|       | Shisanhaojie (Tiexi)             | Limingguangchang (Dadong) | 2010             | —                         | 27,8 km     | 22       |
|       | Putianlu (Shenbei)               | Quanyunlu (Hunnan)        | 2012             | 2018                      | 31,9        | 33       |
|       | Rue Zheng Xin (zh)               | Rue Chuang Xin (zh)       | 2023             |                           | 34,112km    | 23       |
|       | Nujianggongyuan (Huanggu/Yuhong) | Jianzhudaxue (Hunnan)     | 2019             | —                         | 29 km       | 23       |
|       | Dingxianghu (Yuhong)             | Zhangshabu (Hunnan)       | 2020             | —                         | 27.2        | 21       |
| Total | Total                            | Total                     | Total            | Total                     | 163.7 km    | 122      |

## Prolongements programmés
La construction de plusieurs lignes et extensions est en cours ou planifié. À terme, le réseau comprendra «sept lignes horizontales, sept verticales et deux cordes», pour un total de 16 lignes d'une longueur totale d'environ 630 kilomètres. Selon le "plan de construction de phase III", à long terme le métro de Shenyang comprendra 18 lignes d'une longueur totale de 760 kilomètres, avec un total de 480 stations et 89 stations de transfert.

Plan à long terme du métro de Shenyang

| Date ouverture prévue | Ligne                       | Terminaux        | Terminaux                            | Longueur (km) | Stations | Statut                   |
| --------------------- | --------------------------- | ---------------- | ------------------------------------ | ------------- | -------- | ------------------------ |
| 2021-2022             | 4 (Phase 1)                 | Wanghuajie       | Chuangxinlu                          | 34,02 km      | 23       | En cours de construction |
| 2024                  | 2 (Prolongement sud)        | Quanyunlu        | Taoxianjichang (Aéroport de Taoxian) | 14,2 km       | 8        | En cours de construction |
| 2025                  | 3 (Phase 1)                 | Baomadadao       | Xintaijie                            | 41,27 km      | 30       | En cours de construction |
| TBA                   | 6 (Phase 1)                 | Yalujiangjie     | Yingchunjie                          | 36 km         | 32       | Planifiée                |
| TBA                   | 1 (Prolongement vers l'est) | Limingguangchang | Shiboyuan                            | 15 km         | 9        | Planifiée                |

## Galerie

Station du métro de Shenyang
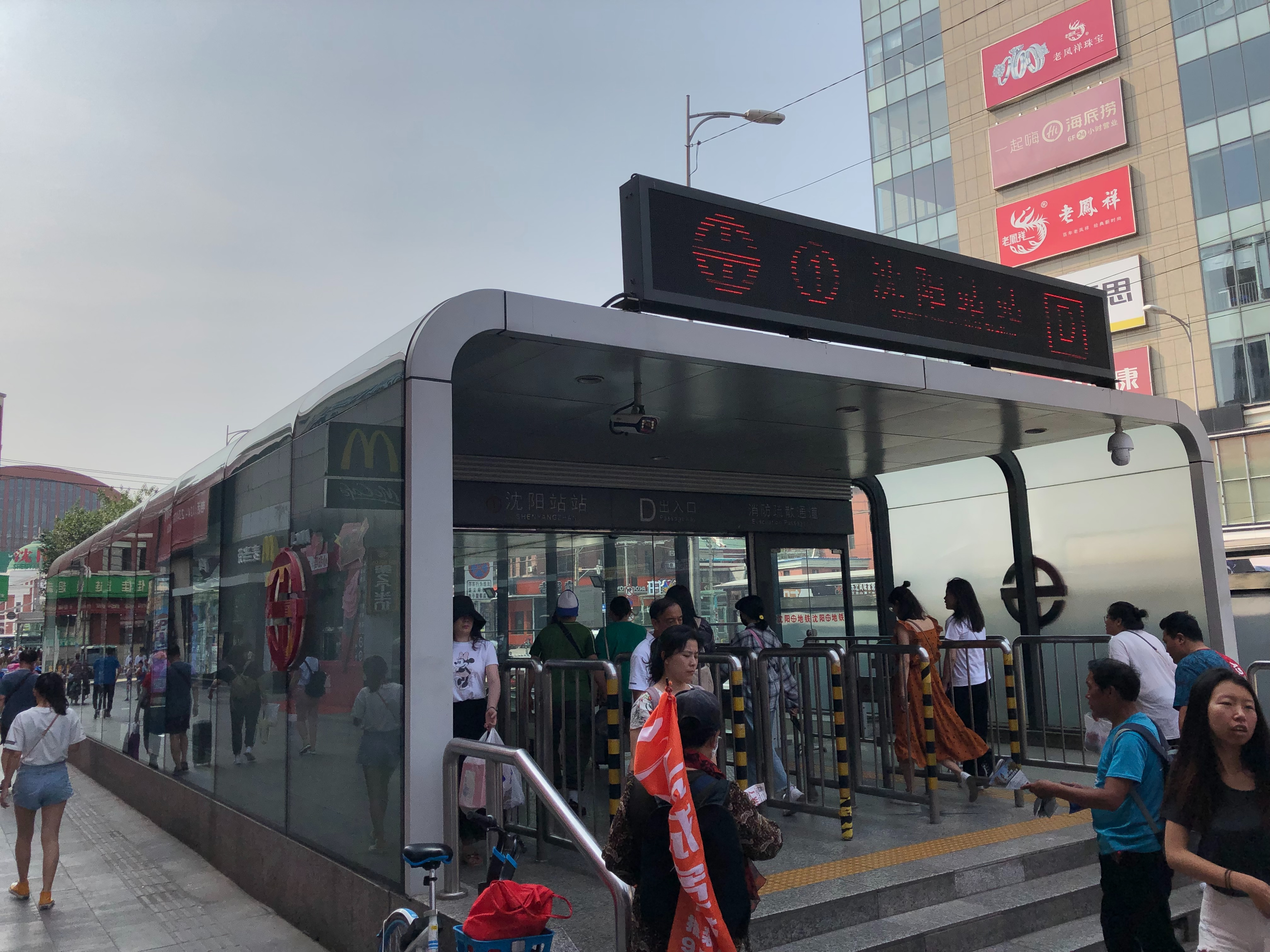
Entrée de la station     Shenyangzhan
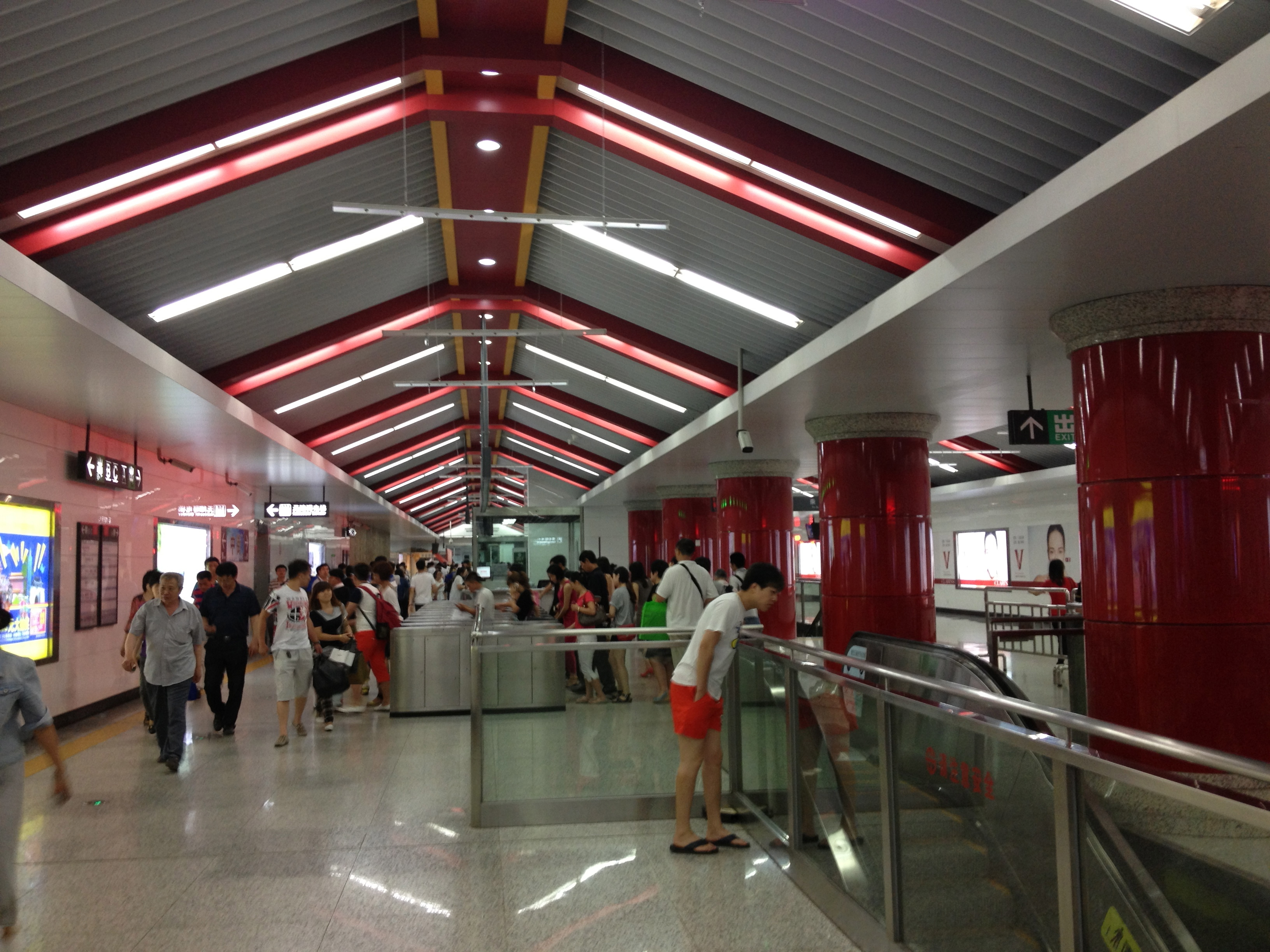
Station Zhongjie
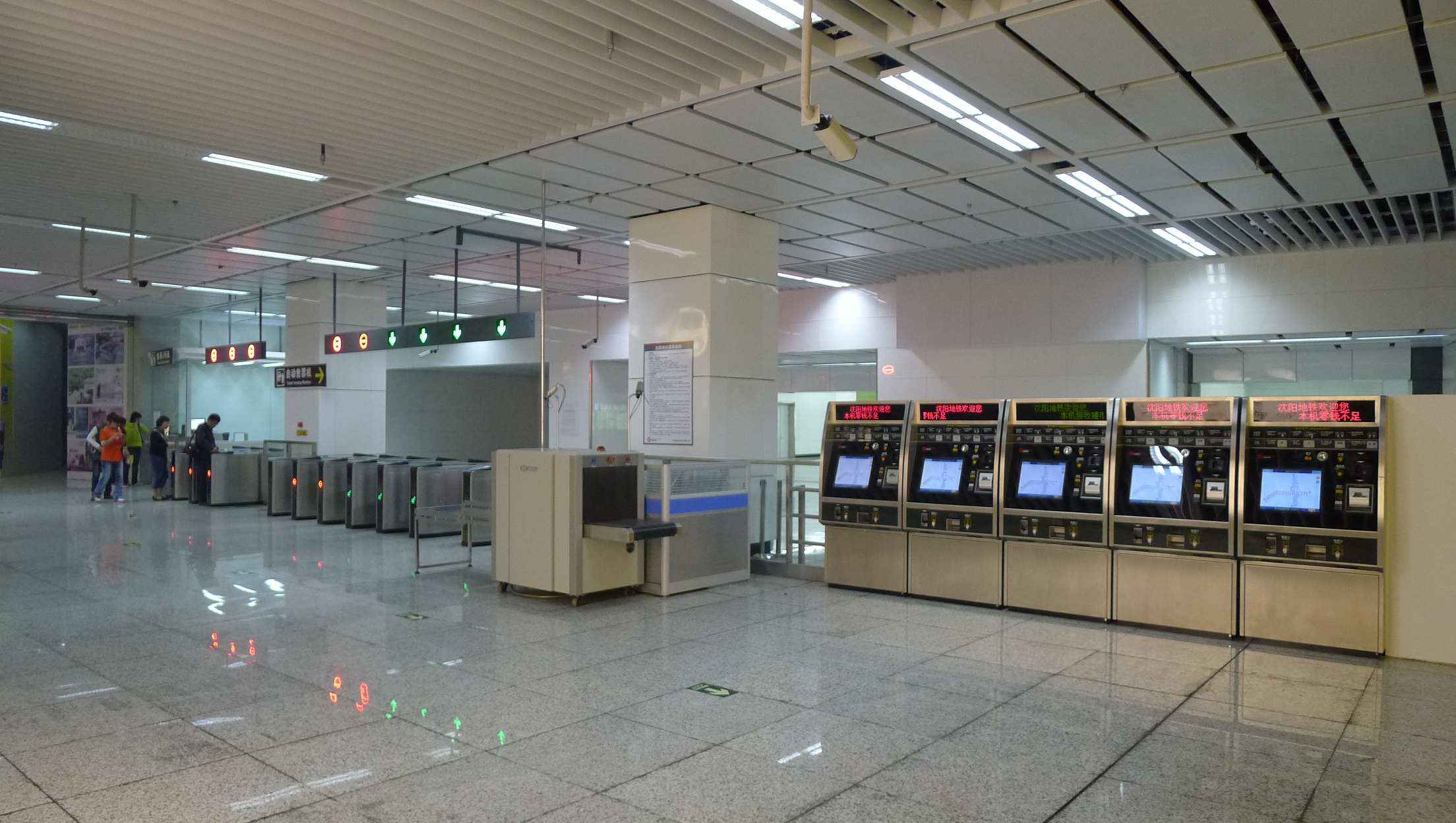
Hall de la station Pangjiangjie (ligne C) avec distributeurs de billets